# Rosario Pacini
Rosario Pacini (Napoli, 1º aprile 1943 – Milano, 15 novembre 2010) è stato un giornalista e dirigente d'azienda italiano.

## Biografia
Fu il fondatore di Radio Roma e Radio Parma, e del giornale per ragazzi degli anni 1960 Ciao 2001.
È stato anche tra i fondatori del gruppo Ediforum (editoria specializzata in pubblicità), Altrimedia (sulle Radio e TV private) e altre pubblicazioni.
Ha lavorato sia in Rai sia nel privato, inizialmente in Fininvest, dove si è occupato per anni soprattutto di relazioni esterne, assieme a Fedele Confalonieri. Poi passò prima a Tele+ e a Rete A di Peruzzo, dove svolse un'azione di lobby. Quando Rete A passò al Gruppo L'Espresso Pacini continuò la sua collaborazione.
Rosario Pacini è morto il 15 novembre 2010.